# Sapadbizes

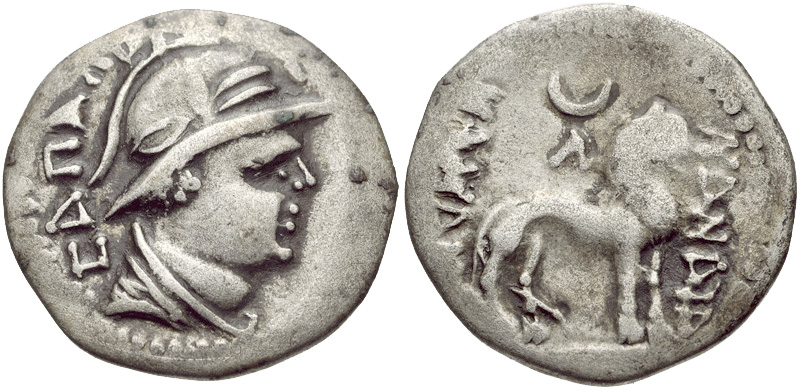
Münze des Sapadbizes

Sapadbizes war ein Herrscher, der um Christi Geburt in Baktrien (im heutigen nördlichen Afghanistan) regierte. Er ist nur von seinen nicht sehr zahlreichen Münzen bekannt. Er wird versuchsweise den Yuezhi zugeordnet, von denen aus schriftlichen Quellen bekannt ist, dass sie in dieser Gegend herrschten. Dies ist jedoch alles andere als sicher. Sapadbizes’ Münzen zeigen auf der Vorderseite sein Porträt im Profil, auf der Rückseite befindet sich die Darstellung eines Tieres, vielleicht ein Löwe mit der Beischrift Nania. Es handelt sich vielleicht um die Göttin Nana, die besonders gut auf Münzen der Kuschana belegt ist.